# سویاتوسلاو یکم کی‌یف
سویاتوسلاو یکم کی‌یف (به انگلیسی: Svyatoslav، به اسلاوی شرقی قدیم: Sventoslavŭ، روسی: Святослав Игоревич، اوکراینی: Sviatoslav) (ح. ۹۴۲ – مارس ۹۷۲) شاهزاده‌ای از روس کیف، پسر ایگور و اولگا کی‌یف است.

او برای مبارزات پی در پی خود در شرق و جنوب معروف است که موجب زوال دو قدرت بزرگ شرق اروپا، خزرها و امپراتوری نخست بلغارستان شدند.

او همچنین فتوحات متعددی در قبایل اسلاوی شرق داشت، آلانان را شکست داد و به بلغارستان ولگا حمله کرد، و با پچنگ‌ها و مردم مجار متحد شد.

دوره ده ساله حکومت وی بر روس، با گسترش سریع درهٔ رود ولگا، جلگه پونتیک-کاسپی و بالکان مشخص شده است. در پایان عمر کوتاه سویاتوسلاو، روس کیف به عنوان بزرگترین ایالت اروپا شناخته شد و نهایتاً در سال ۹۶۹ پایتخت خود را از کی‌یف (اوکراین کنونی) به پِرِیاسلاوتس (رومانی کنونی) بر روی رود دانوب تغییر داد.

برخلاف گرایش مادرش به مسیحیت، سویاتوسلاو، در تمام عمر خود، بت‌پرست سرسختی باقی‌ماند.

به علت مرگ ناگهانی او، اکثر فتوحاتش که بعنوان امپراطوری، عملکرد تثبیت شده‌ای نداشتند و همچنین عدم موفقیت او در ایجاد یک جانشینی با ثبات به دشمنی و برادرکشی در میان پسرانش منجر گردید و در نتیجه دو تن از سه پسر او کشته شدند.

## مرگ

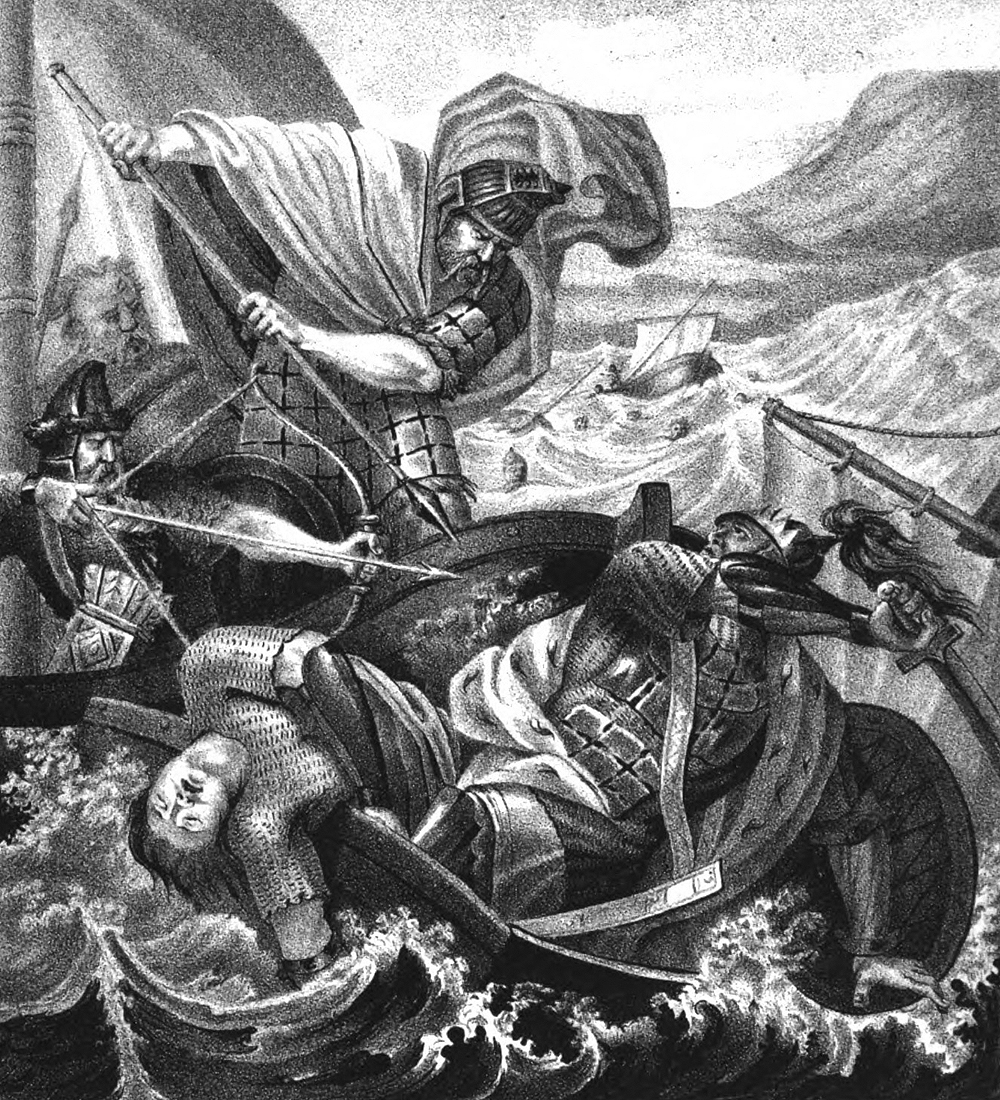
تابلوی مرگ سویاتسلاو توسط بوریس چوریکوف

امپراتور بیزانس از ترس آن که سویاتسلاو بر صلح‌نامه عمل نکند، از خان پچنگ‌ها درخواست قتل او را، پیش از بازگشتش به کییف، کرد. این یکی از سیاست‌ها تفرقه‌افکنانه‌یکنستانتین هفتم پورفیروگنیتوس به شمار می‌آید. طبق قصه سالیان دور، اسوه‌نلد دربارهٔ عبور از رود دنیپر و اعتماد به پچنگ‌ها به سویاتسلاو هشدار داد ولی با تحقیر و تمسخر او همراه شد و نهایتاً قتلش با موفقیت انجام شد.
پس از مرگ سویاتسلاو فرزندان او بر سر قدرت به مجادله پرداختند. اولِگ و یاروپولک، در ۹۷۶، جنگیدند که اولگ در آن نبرد کشته شد. در سال ۹۷۷ ولادیمیر نیز وارد رقابت با یاروپولک شد و نهایتاً او را کشت.